# Pandanus teuszii
Pandanus teuszii är en enhjärtbladig växtart som beskrevs av Otto Warburg. Pandanus teuszii ingår i släktet Pandanus och familjen Pandanaceae. IUCN kategoriserar arten globalt som otillräckligt studerad.
Artens utbredningsområde är Gabon. Inga underarter finns listade.